# Röd flaggbuske
Röd flaggbuske (Mussaenda erythrophylla) är en måreväxtart som beskrevs av Heinrich Christian Friedrich Schumacher och Peter Thonning. Mussaenda erythrophylla ingår i släktet Mussaenda och familjen måreväxter. Inga underarter finns listade i Catalogue of Life.